# Sant'Agostino in Campo Marzio
Sant'Agostino in Campo Marzio är en kyrkobyggnad och mindre basilika i Rom, helgad åt den helige Augustinus, biskop av Hippo och kyrkolärare. Kyrkan är belägen vid Piazza di Sant'Agostino i Rione Sant'Eustachio och tillhör församlingen Sant'Agostino in Campo Marzio. Kyrkan är moderkyrka för augustinerorden.

## Kyrkans historia
Kyrkan San Trifone in Posterula med anor från 700-talet överläts år 1287 till augustinorden av påve Honorius IV (1285–1287). I början av 1300-talet lät orden uppföra en ny kyrka, helgad åt den helige Augustinus. Med tiden ansågs denna kyrka för liten och kardinal Guillaume d'Estouteville, som var augustinernas beskyddare, lät åren 1479–1483 bekosta bygget av en ny, betydligt större kyrkobyggnad. Inskriptionen på fasadens fris lyder:
Fasaden, ritad av Leon Battista Alberti och uppförd av Jacopo da Pietrasanta, är byggd i travertin från Colosseum och är en av de tidigaste renässansfasaderna i Rom. Fasadfresken framställer hur den helige Augustinus överlämnar sin ordensregel åt munkar och nunnor. En tämligen brant trappa leder upp till ingångsportalen; detta för att skydda kyrkan från Tiberns översvämningar.
Kyrkan, som är uppförd i renässansstil med ett latinskt kors som grundplan, byggdes om av Luigi Vanvitelli under 1750-talet. Freskerna i mittskeppet, kupolen och koret är utförda av Pietro Gagliardi under 1850-talet. Undantaget är Rafaels fresk Profeten Jesaja från 1512 på tredje pelaren på vänster hand. Beställare var Johann Goritz, humanist och apostolisk protonotarie från Luxemburg. Denne Goritz beställde även Andrea Sansovinos skulptur Anna själv tredje från 1512, vilken befinner sig nedanför Rafaels fresk.

## Interiören

### Högaltaret
Högaltaruppsatsen, ritad av Orazio Torriani, med kolonner i svart marmor med förgyllda korintiska kapitäl omramar en 1300-talsikon med Madonnan och Barnet. Altaruppsatsens krönande tillbedjande änglar antas vara utförda av Giuliano Finelli, elev till Bernini.
Fasadens insida har ett altare invigt åt Madonna del Parto, barnafödandets skyddsmadonna, med en skulptur utförd av Jacopo Sansovino år 1521.

### Sidokapell
Höger sida
Det första sidokapellet på höger hand är invigt åt Katarina av Alexandria och har altarmålningen Den heliga Katarina kröns av två änglar. Sidopanelerna framställer de heliga Stefanos och Laurentius. Samtliga tre målningar är verk av Marcello Venusti. I det andra kapellet, vilket är invigt åt Josef från Nasaret, har Avanzino Nucci målat en kopia av Rafaels Madonna del velo. Det tredje kapellet, ritat av Giovanni Battista Contini, är invigt åt Rita av Cascia; altarmålningen utgörs av Giacinto Brandis Den heliga Ritas hänryckning. I det fjärde kapellet, invigt åt aposteln Petrus, återfinns marmorskulpturen Kristus överlämnar himmelrikets nycklar åt den helige Petrus, utförd av Giovanni Battista Cassignola, samt freskerna Jungfru Marie himmelsfärd och Den Obefläckade Avlelsen av Giuseppe Vasconio. Det femte kapellet på höger sida är invigt åt den korsfäste Kristus och hyser ett träkrucifix från 1400-talets första hälft, inför vilket den helige Filippo Neri brukade bedja.
Vid ingången till sakristian har Francesco Moretti utfört gravmonumentet över kardinal Enrico Noris, som var titelinnehavare från 1695 till 1704. Kapellet i höger tvärskepp är invigt åt den helige Augustinus. Fyra kolonner i svart marmor med vita korintiska kapitäl flankerar Guercinos altarmålning Den helige Augustinus med de heliga Johannes Döparen och Paulus Eremiten (1637). Utanför kapellet, till vänster, kan man beskåda det imposanta gravmonumentet över kardinal Giuseppe Renato Imperiali, ritat av Paolo Posi och med skulpturer av Pietro Bracci.
Kapellet till höger om koret är invigt åt Nikolaus av Tolentino. Altarmålningen föreställande titelhelgonet är ett verk av Tommaso Salini och takfreskerna med scener ur helgonets liv är utförda av Giovanni Battista Ricci.
Vänster sida
Det första kapellet på vänster hand är invigt åt Vår Fru av Loreto och hyser Caravaggios målning Madonna dei Pellegrini, utförd 1603–1605. På ett tydligt realistiskt vis har Caravaggio avbildat två pilgrimer som besöker Jungfru Marias hus i Nasaret för att tillbe Jesusbarnet. Det andra kapellet, invigt åt Jungfru Marias mor Anna, dekorerades mellan 1643 och 1649 under ledning av Bernini. Gravmonumenten över Angelo Pio och Baldassarre Pio har tidigare attribuerats åt Andrea Bolgi. I nästa kapell, det tredje, har Sebastiano Conca målat Kristus uppenbarar sig för den heliga Klara av Montefalco; Conca framställer hur den heliga Klara av Montefalco mottar Kristi passionsmärken i sitt hjärta. Det fjärde kapellet, invigt åt jungfrumartyren Apollonia, har senrenässansmålningen Den heliga Apollonia i fängelse, attribuerad åt Girolamo Muziano. Det femte och sista sidokapellet till vänster är invigt åt den spanske augustinmunken Juan de Sahagún och Giacinto Brandi har utfört altarmålningen från 1650, vilken avbildar helgonet.
Kapellet i vänster tvärskepp är invigt åt augustinermunken och ärkebiskopen Tomas av Villanova. I detta kapell, beställt av Camillo Pamphili, samspelar arkitektur och skulptur i enlighet med barockens smak för scenografiska effekter. Den konkava altaruppsatsens skulpturgrupp föreställer helgonet som delar ut allmosor. Skulpturen påbörjades av Melchiorre Cafà och fullbordades efter dennes död av Ercole Ferrata. Även sidoväggarna har skulpturer: Tomas av Villanova botar en besatt och Tomas av Villanova välsignar ett barn, attribuerade åt Andrea Bergondi.
Till vänster om koret finns ytterligare två kapell. Det närmast koret är invigt åt Monika, mor till Augustinus. I kapellet vördas hennes reliker. Helgonets gravmonument har en liggande skulptur av Isaia da Pisa. Takfreskerna av Giovanni Battista Ricci visar scener ur den heliga Monikas liv. Gottardi di Faenza har målat altarmålningen Madonna della Consolazione med de heliga Augustinus och Monika. Det andra kapellet är invigt åt de heliga Augustinus och Guglielmo av Maleval; det gick tidigare under namnet Sancta Sanctorum. Altaret pryds av målningen Jungfru Marie kröning och de heliga Augustinus och Guglielmo, ett verk av Giovanni Lanfranco. Han har även utfört sidoväggarnas bägge målningar Den helige Augustinus mediterar över den Heliga Treenigheten och Den helige Guglielmo helas av Jungfru Maria. Utanför detta kapell återfinns gravmonumentet över kardinal Lorenzo Imperiali av Domenico Guidi.

## Titelkyrka
Sant'Agostino stiftades som titelkyrka av påve Sixtus V år 1587.
Kardinalpräster under 1900- och 2000-talet
- Antonio María Cascajares y Azara (1898–1901)
- Sebastiano Martinelli (1902–1918)
- Aleksander Kakowski (1919–1938)
- Agustín Parrado y García (1946)
- Fernando Quiroga y Palacios (1953–1971)
- Marcelo González Martín (1973–2004)
- Jean-Pierre Ricard (2006–)

## Bilder

Några av kyrkans konstverk
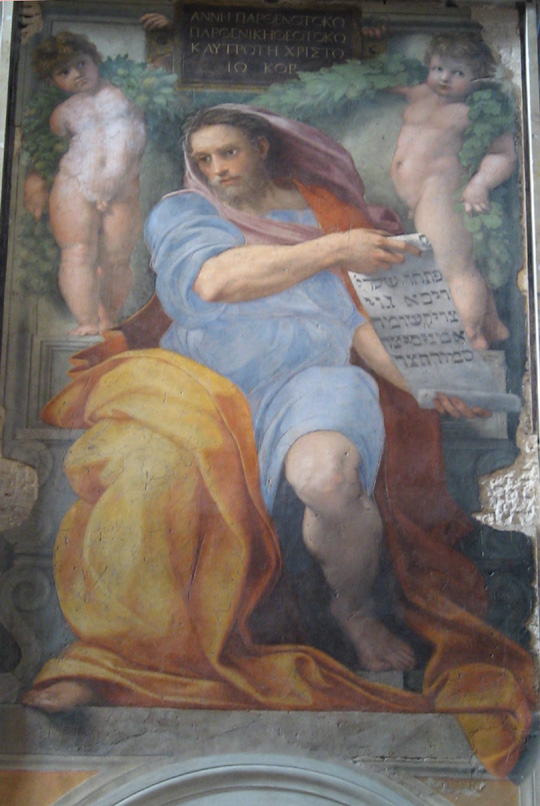
Profeten Jesaja av Rafael.
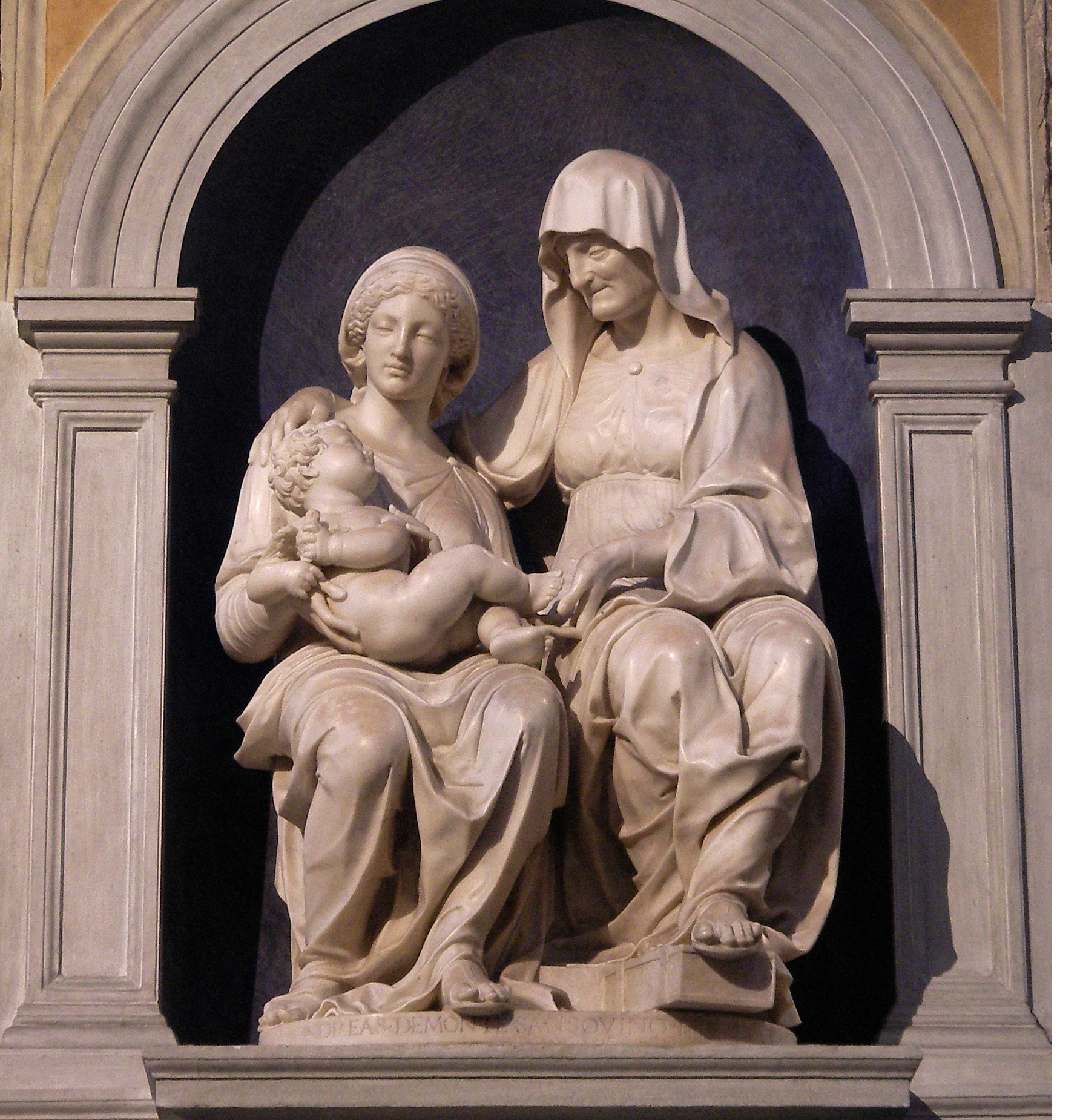
Anna själv tredje av Andrea Sansovino.
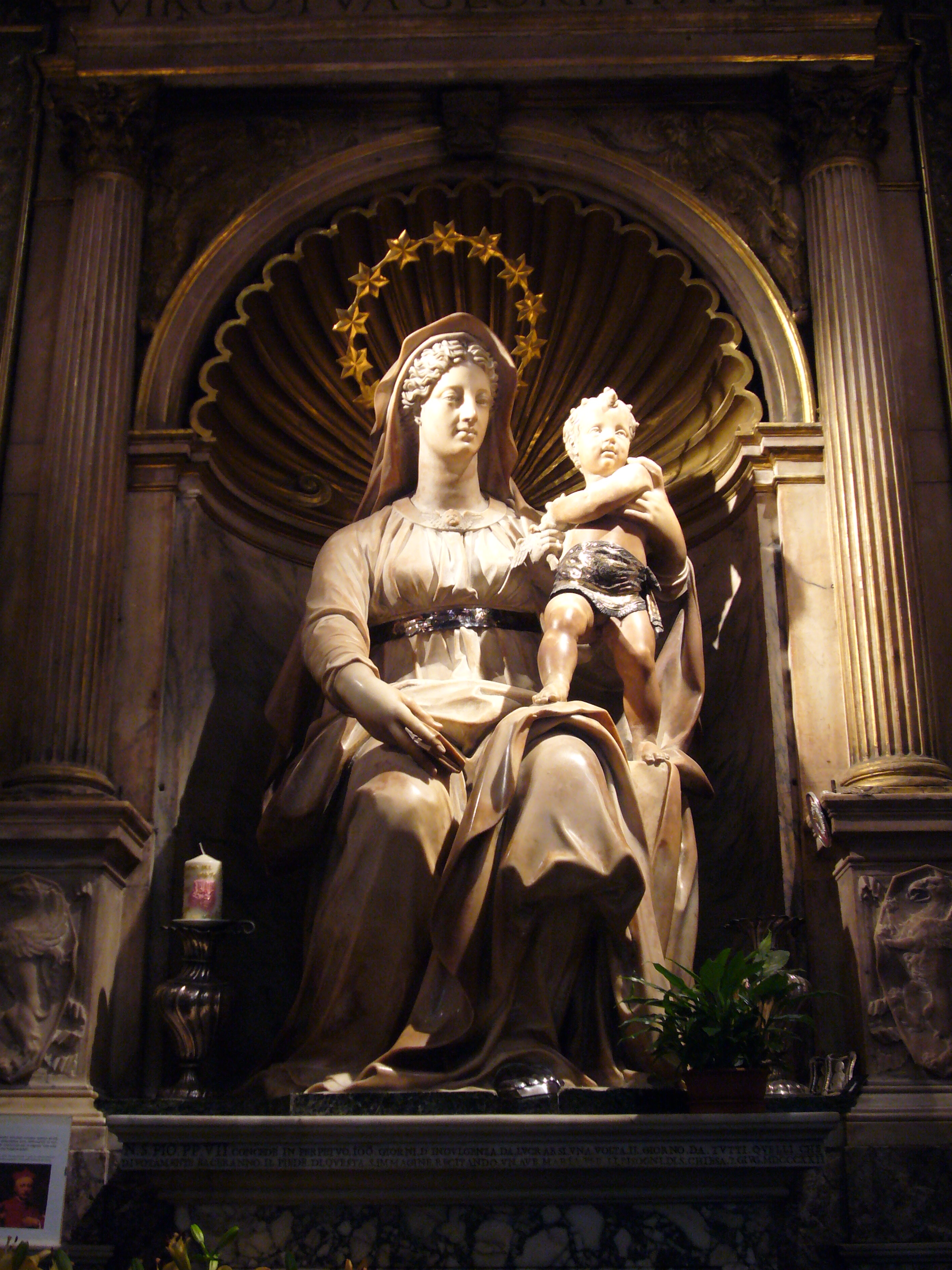
Madonna del Parto av Jacopo Sansovino.
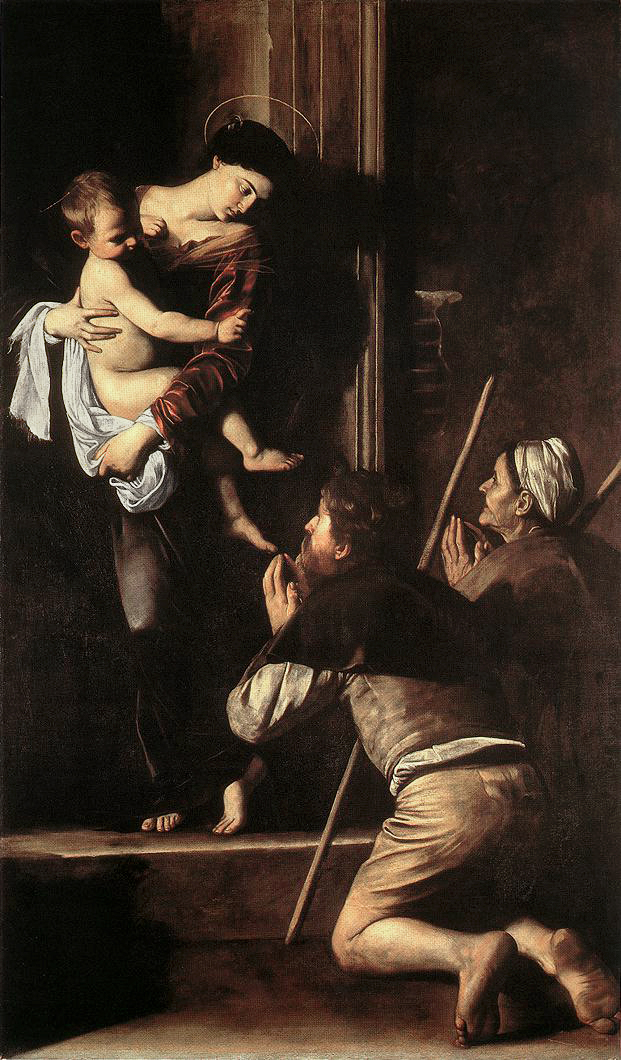
Madonna dei Pellegrini av Caravaggio.
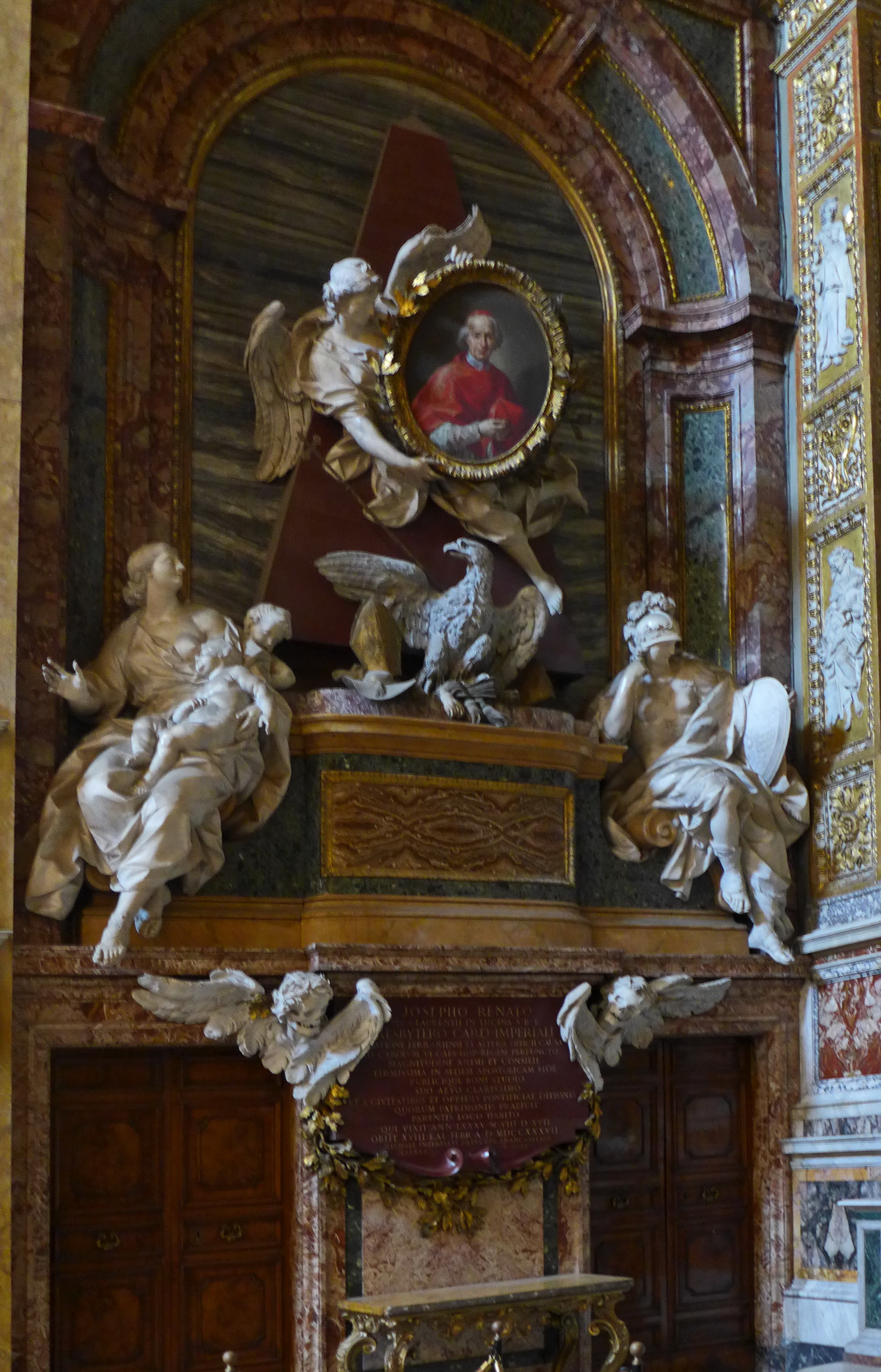
Kardinal Giuseppe Renato Imperialis gravmonument av Paolo Posi och Pietro Bracci.
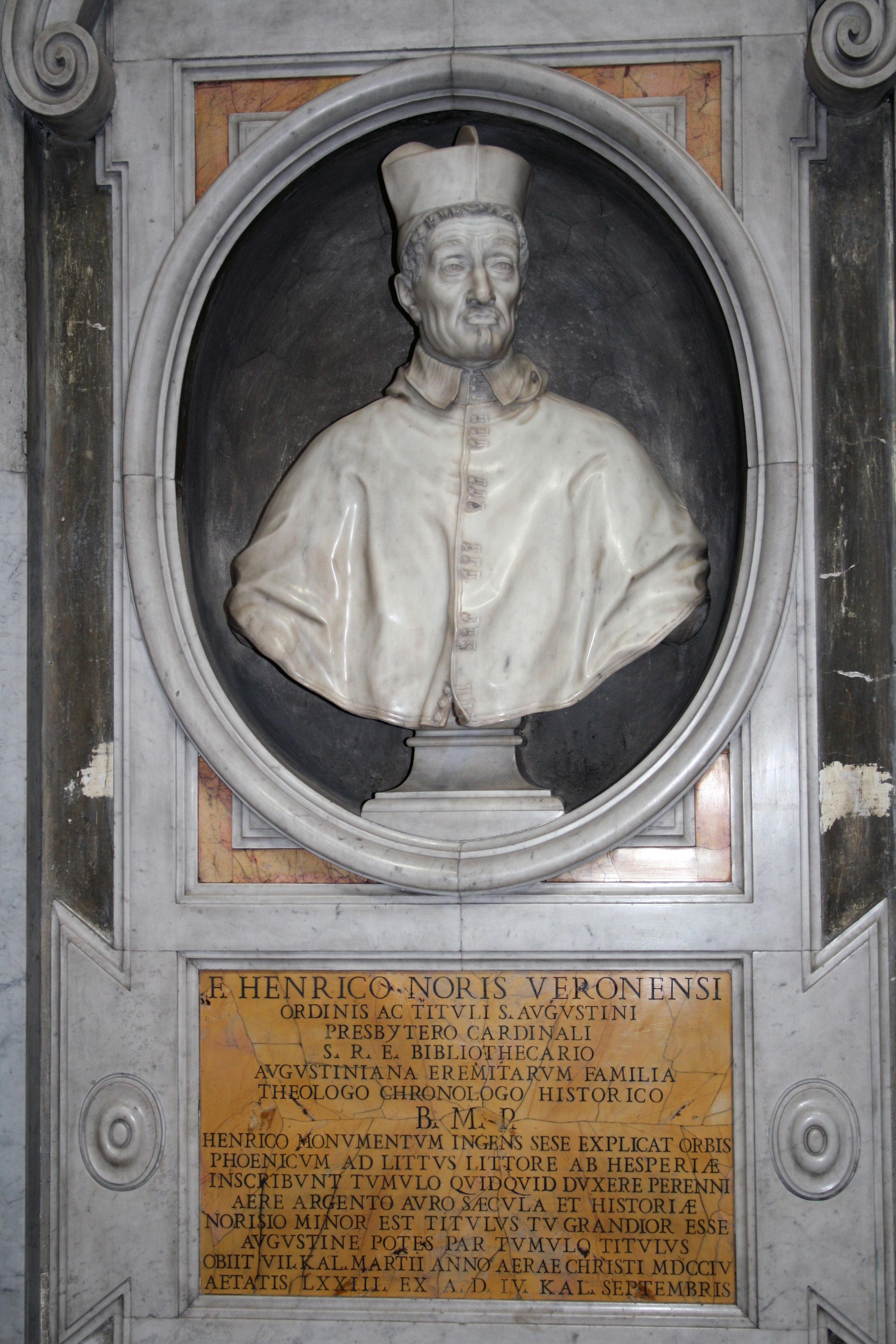
Gravmonument över kardinal Enrico Noris av Francesco Moretti.
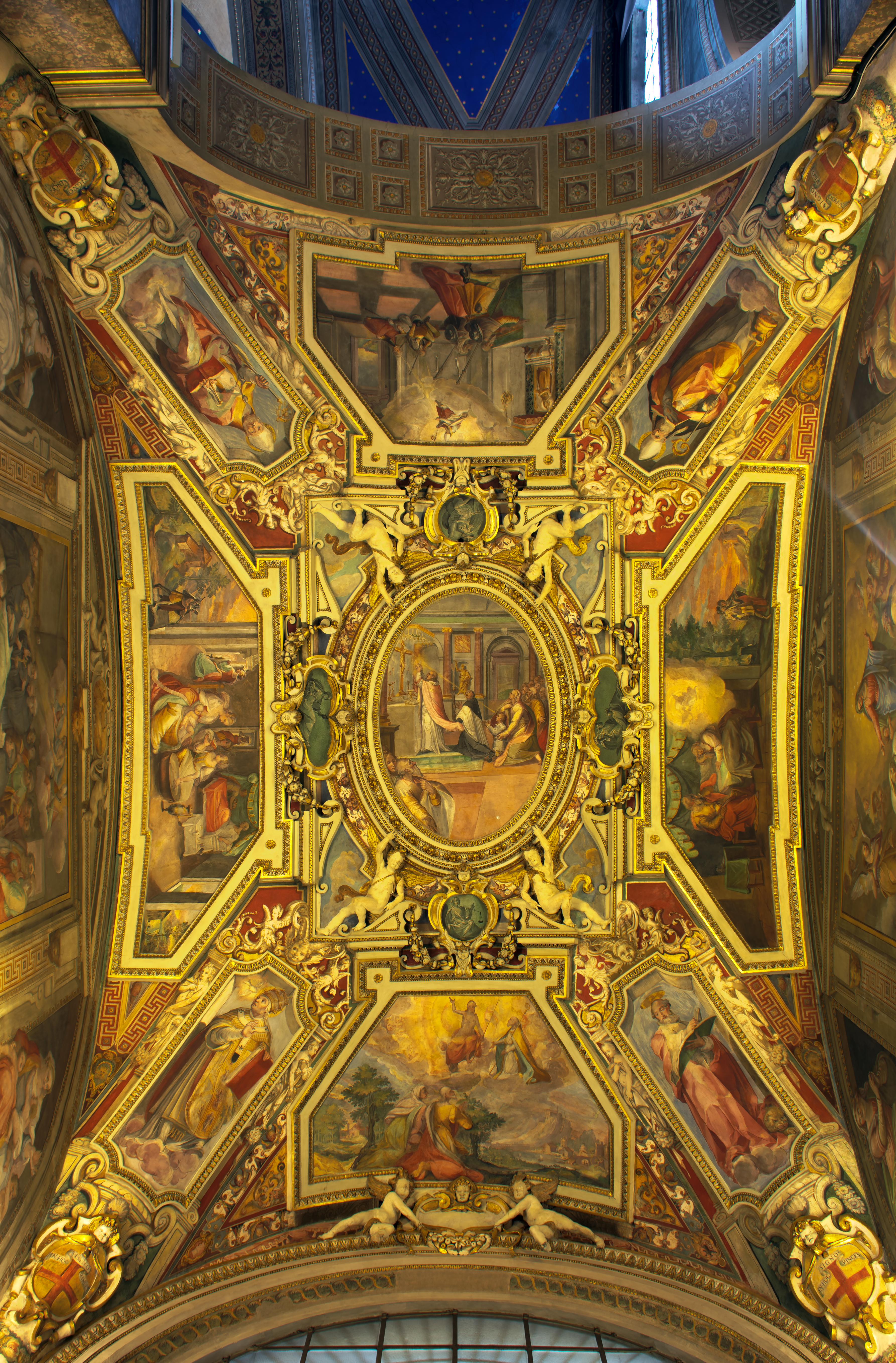
Scener ur den helige Nikolaus av Tolentinos liv av Tommaso Salini.
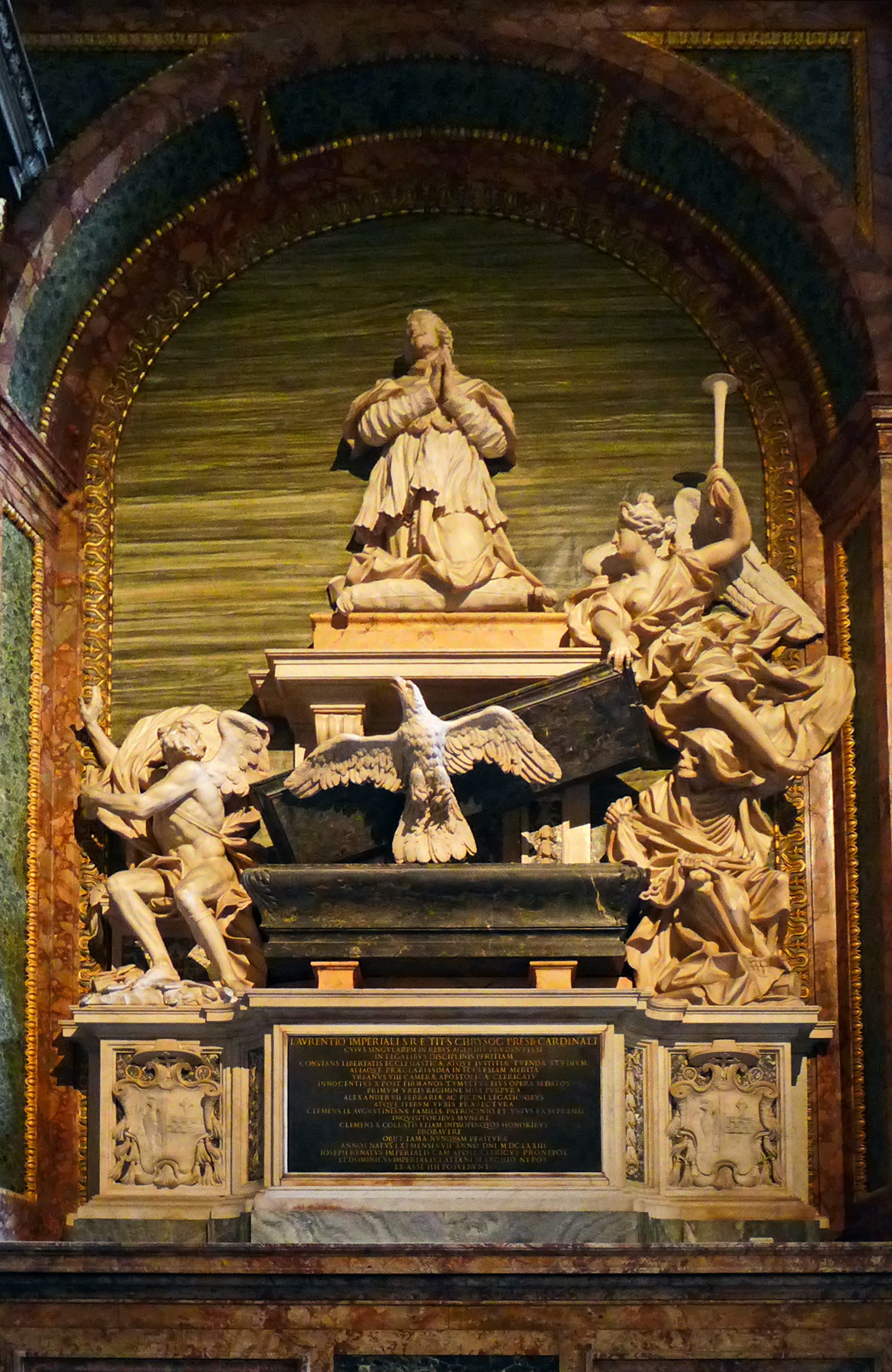
Kardinal Lorenzo Imperialis gravmonument av Domenico Guidi.

| - Sant'Agostino in Campo Marzio (nummer 816) på Giovanni Battista Nollis karta över Rom från år 1748. Övriga avbildade kyrkobyggnader är 506) Sant'Antonio dei Portoghesi, 515) Sant'Apollinare och 825) San Salvatore alle Coppelle. - Kyrkans grundplan. - Cappella di Sant'Anna. - Cappella di San Tommaso da Villanova. |